# Bromelia fosteriana
Bromelia fosteriana är en gräsväxtart som beskrevs av Lyman Bradford Smith. Bromelia fosteriana ingår i släktet Bromelia och familjen Bromeliaceae. Inga underarter finns listade i Catalogue of Life.